# Seznam mistrů světa v orientačním běhu – sprint
Seznam mistrů světa v orientačním běhu ve sprintu. Tato krátká sprinterská disciplína se běhá na Mistrovství světa od roku 2001. Tento typ závodu je testem závodníkovy mapové techniky ve vysokém běžeckém tempu, trať tak klade vysoké nároky na rychlou volbu postupu a jeho realizaci. Tratě bývají poměrně krátké, 2–4 km s vítěznými časy 12-15 minut. Podoba závodů ve sprintu je různá, mohou se odehrávat v městské zástavbě nebo v zalesněných terénech či parcích.

## Muži
| Rok     | Zlato                  | Stříbro                         | Bronz              | Parametry                          |
| ------- | ---------------------- | ------------------------------- | ------------------ | ---------------------------------- |
| MS 2001 | Jimmy Birklin          | Pasi Ikonen                     | Jörgen Olsson      | 2.66 km, 12 kontrol                |
| MS 2003 | Jamie Stevenson        | Rudolf Ropek                    | Thierry Gueorgiou  | 2.8 km, 18 kontrol                 |
| MS 2004 | Niclas Jonasson        | Håkan Eriksson Yuri Omeltchenko |                    | 3.05 km, 13 kontrol                |
| MS 2005 | Emil Wingstedt         | Daniel Hubmann                  | Jani Lakanen       | 2.4 km, 14 kontrol                 |
| MS 2006 | Emil Wingstedt         | Daniel Hubmann                  | Claus Bloch        | 3.1 km, 21 kontrol                 |
| MS 2007 | Thierry Gueorgiou      | Matthias Merz                   | Martin Johansson   | 3.2 km, 15 kontrol                 |
| MS 2008 | Andrej Chramov         | Daniel Hubmann                  | Martin Johansson   | 3.0 km, 17 kontrol                 |
| MS 2009 | Andrej Chramov         | Fabian Hertner                  | Daniel Hubmann     | 3.15 km, 22 kontrol                |
| MS 2010 | Matthias Müller        | Fabian Hertner                  | Frédéric Tranchand | 2.7 km, 21 kontrol                 |
| MS 2011 | Daniel Hubmann         | Anders Holmberg                 | Matthias Müller    | 2.5 km, 20 kontrol                 |
| MS 2012 | Matthias Kyburz        | Matthias Merz                   | Matthias Müller    | 4.0 km, 20 kontrol                 |
| MS 2013 | Mårten Boström         | Scott Fraser                    | Jonas Leandersson  | 3.9 km, 24 kontrol                 |
| MS 2014 | Søren Bobach           | Daniel Hubmann                  | Tue Lassen         | 4.4 km, 20 kontrol                 |
| MS 2015 | Jonas Leandersson      | Martin Hubmann                  | Jerker Lysell      | 4.1 km, 23 kontrol                 |
| MS 2016 | Jerker Lysell          | Matthias Kyburz                 | Daniel Hubmann     | 4.1 km, 22 kontrol                 |
| MS 2017 | Daniel Hubmann         | Frédéric Tranchand              | Jerker Lysell      | 3.3 km, 15 kontrol                 |
| MS 2018 | Daniel Hubmann         | Tim Robertson                   | Andreas Kyburz     | 4.3 km, 20 m převýšení, 18 kontrol |
| MS 2021 | Isac von Krusenstierna | Kasper Harlem Fosser            | Tim Robertson      | 3.9 km, 40 m převýšení, 24 kontrol |
| MS 2022 | Kasper Harlem Fosser   | Gustav Bergman                  | Yannick Michiels   | 4.3 km, 20 m převýšení, 22 kontrol |

## Medailová klasifikace podle zemí
Úplná medailová tabulka (do roku 2017):
| Medailová klasifikace podle zemí | Medailová klasifikace podle zemí | Medailová klasifikace podle zemí | Medailová klasifikace podle zemí | Medailová klasifikace podle zemí | Medailová klasifikace podle zemí |
| Umístění                         | Země                             | Zlato                            | Stříbro                          | Bronz                            | Součet                           |
| -------------------------------- | -------------------------------- | -------------------------------- | -------------------------------- | -------------------------------- | -------------------------------- |
|                                  | Švédsko                          | 6                                | 2                                | 6                                | 14                               |
|                                  | Švýcarsko                        | 4                                | 10                               | 3                                | 17                               |
|                                  | Rusko                            | 2                                | 0                                | 0                                | 2                                |
| 4.                               | Francie                          | 1                                | 1                                | 2                                | 4                                |
| 5.                               | Spojené království               | 1                                | 1                                | -                                | 2                                |
| 5.                               | Finsko                           | 1                                | 1                                | -                                | 2                                |
| 7.                               | Dánsko                           | 1                                | -                                | 2                                | 3                                |
| 8.                               | Česko                            | -                                | 1                                | -                                | 1                                |
| 8.                               | Ukrajina                         | -                                | 1                                | -                                | 1                                |